# Geoengineering
Der Sammelbegriff Geoengineering (Geo-Engineering) oder Climate Engineering bezeichnet vorsätzliche und großräumige Eingriffe mit technischen Mitteln in geochemische oder biogeochemische Kreisläufe der Erde. Als Ziele derartiger Eingriffe werden hauptsächlich das Abbremsen der anthropogenen globalen Erwärmung, etwa durch den Abbau der CO2-Konzentration in der Atmosphäre, und die Verringerung der Versauerung der Meere genannt. Verschwörungstheoretiker bringen Geoengineering auch mit vermeintlichen Chemtrails in Verbindung.
Unterschieden werden Projekte zum Solar Radiation Management (SRM), die einfallende Sonnenstrahlung reduzieren sollen, und solche zum Carbon Dioxide Removal (CDR), die Treibhausgase wie Kohlenstoffdioxid (CO2) aus der Atmosphäre entfernen und möglichst dauerhaft speichern sollen. Maßnahmen zur CO2-Entnahme bekommen im Kontext von Netto-Null Treibhausgas-Emissionszielen zunehmend mehr Bedeutung in der Klimapolitik.
Viele vorgeschlagene Geoengineering-Technologien sind nicht im planetaren Maßstab verfügbar und ihre technische Machbarkeit, ihre ökologischen, finanziellen, gesellschaftlichen und politischen Kosten und Risiken sind unbekannt. In Klimamodellen werden daher auch die möglichen Beiträge von Geoengineering bewertet.

## Geschichte
Versuche zur regionalen Wettermodifikation gibt es seit Jahrhunderten. Gegenwärtig verfolgen etwa 50 Staaten solche Ansätze. Die erste Empfehlung zur Erforschung der Möglichkeiten und Auswirkungen einer Kompensation der globalen menschengemachten Erwärmung durch Erhöhung des Reflexionsvermögens (Albedo) der Erde stammt aus dem Jahr 1965. In jenem Forschungsbericht mit dem Namen Restoring the Quality of Our Environment, der für den Präsidenten der USA angefertigt worden war, wurde der Begriff Geoengineering allerdings noch nicht verwendet.
Der Begriff Geoengineering wurde in den 1970er Jahren vom italienischen Physiker Cesare Marchetti geprägt. Marchetti verband ihn mit seinem Vorschlag einer CO2-Abscheidung und -Speicherung (Carbon capture and storage (CCS)) bei Kohlekraftwerken und Erdölraffinerien. Um der Gefahr der weiteren Erderwärmung zu begegnen, sollte das beim Betrieb von Kohlekraftwerken und Erdölraffinerien entstehende CO2 abgeschieden und in dauerhafte Speicher geleitet werden. Er gab dabei dem Transport in die Tiefsee mittels Meeresströmungen den Vorzug vor erschöpften Erdgasfeldern mit begrenzten Kapazitäten.
Anfangs nur in wissenschaftlichen Kreisen verwendet, wurde der Begriff durch die Veröffentlichung einer Studie der National Academy of Sciences über die möglichen Auswirkungen der Klimaerwärmung im Jahr 1992 einer breiteren Öffentlichkeit bekannt. Um das Jahr 2000 herum war die Forschung so weit fortgeschritten, dass eine erste Übersichtsarbeit erschien. Auch erste Veröffentlichungen zu Simulationsmodellen erschienen um die Jahrtausendwende.
Mit einer einflussreichen Veröffentlichung des Nobelpreisträgers Paul Crutzen im Jahr 2006 zur Injektion von Schwefel in die Stratosphäre rückte Geoengineering weiter in den Blickpunkt der Öffentlichkeit. Mehr Naturwissenschaftler begannen, Vorschläge des Geoengineering zu untersuchen. Gesellschaftliche, politische, ethische und rechtliche Implikationen rückten in den Blickpunkt von Sozialwissenschaftlern, Philosophen, Ökonomen, Politik- und Rechtsexperten.
Während bis Mitte der 2000er Jahre diese rein technischen Ansätze in politischen und wissenschaftlichen Kreisen wenig ernst genommen wurden, werden seitdem im Zuge der anhaltenden Diskussion über die Erderwärmung derartige Strategien nicht nur von Wissenschaftlern häufiger vorgeschlagen, sondern auch von einzelnen Regierungen ernsthaft in Erwägung gezogen. Erste Tests wurden durchgeführt (Experimente EisenEx und LOHAFEX) und weitere befinden sich in Planung bzw. wurden aufgrund des öffentlichen Drucks verschoben (SPICE-Experiment).
Die Mitgliedstaaten der Klimarahmenkonvention der Vereinten Nationen einigten sich 1992 darauf, eine gefährliche Störung des Klimas zu vermeiden. Daran anknüpfend setzten sie sich 2015 im Übereinkommen von Paris das Ziel, die Erderwärmung auf deutlich unter 2 °C, möglichst auf unter 1,5 °C zu begrenzen und zu diesem Zweck nationale Beiträge zu den notwendigen Emissionsminderungen vorzulegen. Angesichts der Unvereinbarkeit der tatsächlichen und geplanten Emissionsminderungen mit den Klimazielen rückte die Frage in den Fokus, inwieweit zusätzlich Geoengineering-Maßnahmen, insbesondere negative Emissionen durch Carbon Dioxide Removal, einen Beitrag zu ihrer Einhaltung leisten können und müssen. Der Weltklimarat kam 2018 in seinem Sonderbericht 1,5 °C globale Erwärmung zu dem Schluss, dass in den meisten Zukunftspfaden, die mit den Zielen in Einklang stehen, in beträchtlichem Ausmaß Treibhausgase wieder aus der Erdatmosphäre entfernt werden müssen. Jedoch sind die vorgeschlagenen Technologien längst nicht in großem Maßstab einsetzbar, es fehlen rechtliche und politische Rahmenbedingungen und es gibt erhebliche Unsicherheit über negative Nebeneffekte. Zwar könnten einige der Vorschläge schließlich das Potential erlangen rein physikalisch die globale Erwärmung zu begrenzen, zur Einhaltung der Klimaziele können sie jedoch nicht verlässlich beitragen.
Bei der 6. UNO-Umweltversammlung (UNEA 6) Feb/Mär 2024 in Nairobi scheiterte die Schweiz bereits zum zweiten Mal mit einem Vorschlag, in einem internationalen Gremium eine Diskussion über Maßnahmen des „Solar Radiation Management“ (SRM) zu beginnen. Es wird weiterhin keine strukturierte globale Debatte zum möglichen Einsatz von Geoengineering-Techniken geben. Die Länder misstrauen sich untereinander und streiten um Umfang und Ziel einer Untersuchung. Derweil schaffen andere Akteure Fakten. Die USA, Saudi-Arabien und Japan sprachen sich gegen eine allgemein zugängliche Wissensbasis auf multilateraler Ebene aus.

## Begrifflichkeit und Klassifizierung

### Definition
Der Weltklimarat definiert in seinem fünften Sachstandsbericht Geoengineering als „eine breite Gruppe von Methoden und Technologien, die darauf zielen, vorsätzlich das Klimasystem zu ändern, um die Folgen des Klimawandels abzumildern.“ (IPCC: Climate Change 2013: The Physical Science Basis. Annex III: Glossary). Die Royal Society bezeichnet in ihrer ähnlichen Definition Geoengineering als den „vorsätzlichen großskaligen Eingriff in das Klimasystem der Erde, um die globale Erwärmung abzubremsen.“
Vorsätzlichkeit und Großskaligkeit werden in der Regel als wesentlich für die Definition angesehen. So entstehen bei der Verbrennung von Kohle und Öl in Kraftwerken und Motoren neben CO2 auch Sulfataerosole, die eine kühlende Wirkung auf das Klima haben. Weil die Klimawirkung jedoch unbeabsichtigt ist, zählt dies nicht zum Geoengineering. Das Ziel großräumiger und langfristiger Klimaänderungen unterscheidet das Geoengineering von der eher kleinräumigen, kurzlebigen Wettermodifikation.
Der Wortbestandteil Engineering kann den irreführenden Eindruck erwecken, dass es beim Geoengineering um die technische Kontrolle des gesamten Klimasystems geht. Bei großskaligen Eingriffen in Elemente des Strahlungshaushalts und des Kohlenstoffkreislaufs der Erde sind weit reichende Nebeneffekte schwer vorhersehbar und kaum vermeidbar.
Counter-Geoengineering ist eine Möglichkeit, wie Staaten bei Konflikten auf unilaterales Geoengineering reagieren könnten. Unter dem Begriff versteht man Geoengineering-Maßnahmen zur Erderwärmung, die abkühlenden Maßnahmen entgegenwirken sollen, zum Beispiel die zusätzliche Emission von sehr wirksamen Treibhausgasen wie Fluorchlorkohlenwasserstoffen.

### Hauptgruppen
Unter dem Begriff „Geoengineering“ werden sehr unterschiedliche Überlegungen zusammengefasst. Aufgrund ihres unterschiedlichen Lösungsansatzes werden diese Vorschläge in zwei Hauptgruppen unterteilt:
Beeinflussung der Sonneneinstrahlung (Strahlungsmanagement, engl. Solar Radiation Management, SRM)

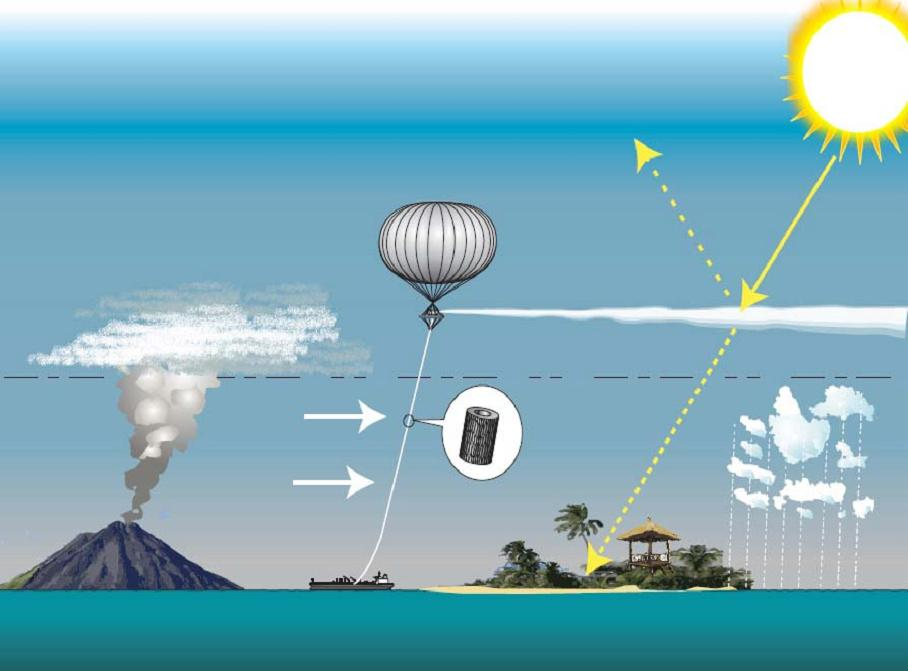
Vorgeschlagene Techniken zur Reduktion der Sonneneinstrahlung (Solar Radiation Management (SRM))

 Diese Techniken zielen darauf ab, die Reflexion des einfallenden kurzwelligen Sonnenlichts zu erhöhen. Damit wirken sie dem globalen Temperaturanstieg entgegen. Die eigentliche Ursache dieses drohenden Temperaturanstiegs, die Konzentration der Treibhausgase in der Atmosphäre und deren weitere Auswirkungen, wie die Versauerung der Meere, kann mit SRM nicht direkt beeinflusst werden; ein früherer Klimazustand lässt sich damit nicht wiederherstellen.
Es wird vermutet, dass diese Methoden im Falle einer drohenden Klimakatastrophe relativ rasch einen kühlenden Effekt bringen würden. Insbesondere Aerosolausbringungsmethoden bergen aber große Risiken in Hinblick auf unerwünschte Nebeneffekte (wie beispielsweise eine Schädigung der Ozonschicht oder negative Auswirkungen auf die Gesundheit von Menschen, Tier- und Pflanzenwelt).
Reduzierung der CO2-Konzentration in der Atmosphäre (engl. Carbon Dioxide Removal, CDR)
Carbon Dioxide Removal zielt darauf, zusätzliches CO2 aus der Atmosphäre in Kohlenstoffsenken wie die Ozeane, die Biosphäre oder den Boden (Pedosphäre) gelangen zu lassen (negative Emissionen). Es umfasst direkte CO2-Beeinflussungsmethoden wie Luftfilterung, CO2-Abscheidung und -Speicherung (CCS), aber auch indirekte Methoden, die die Aufnahmefähigkeit von Kohlenstoffsenken erhöhen sollen, wie Düngung der Meere mit Eisen oder Phosphor.
Da diese Methoden direkt an der Hauptursache der globalen Erwärmung, den steigenden CO2-Konzentrationen, ansetzen, werden ihre Unsicherheiten und Nebenwirkungen im Vergleich zum Strahlungsmanagement als geringer eingeschätzt. Es bestehen aber immer noch erhebliche Unsicherheiten, zum Beispiel wegen Rückkopplungen mit Kohlenstoffsenken und mit anderen biogeochemischen Kreisläufen wie dem Wasserkreislauf und der Oberflächenalbedo der Erde. CDR-Methoden brauchen viele Jahrzehnte, um signifikante Verringerungen von Treibhausgaskonzentrationen zu erreichen. Im Gegensatz zu SRM-Methoden sind sie also erst langfristig wirksam. Die Wirkung auf die Weltmeere ist noch deutlich träger. Wenn die CO2-Emissionen weiter steigen wie bisher, wird die resultierende Versauerung der Meere, durch die zahlreiche marine Spezies vom Aussterben bedroht sind, auch mit CDR noch über Jahrhunderte anhalten.
Daneben gibt es weitere Maßnahmen, die keiner der beiden Gruppen klar zuzuordnen sind. Hohe Zirruswolken haben eine erwärmende Wirkung auf das Klima. Das Einbringen bestimmter Eiskristalle als Wolken-Kondensationskeime durch Flugzeuge könnte ihre Eigenschaften derart ändern, dass durch sie mehr der langwelligen Wärmestrahlung die Atmosphäre verlässt. In dieser Hinsicht ähnelt die Maßnahme dem Carbon Dioxide Removal, denn bei einer Verringerung der CO2-Konzentrationen kann ebenfalls mehr langwellige Wärmestrahlung entweichen. Andererseits weist es Charakteristika des SRM auf, zum Beispiel droht bei dieser Maßnahme ebenfalls ein Terminationseffekt, d. h. eine abrupte Erwärmung, wenn sie unterbrochen wird. Um diesen wichtigen Vorschlag auch unter das Strahlungsmanagement zu gruppieren, spricht man manchmal von Radiation Management (RM) statt Solar Radiation Management (SRM).
Gelegentlich werden auch technische Maßnahmen diskutiert, die den Eintritt des Treibhausgases Methan aus natürlichen Reservoirs in die Atmosphäre verhindern oder die es wieder aus der Atmosphäre entfernen sollen (Methane removal).

### Wichtige Merkmale
Vorgeschlagene Geoengineering-Techniken lassen sich u. a. unterscheiden
- nach der Skalierung und Intensität ihres notwendigen Einsatzes bzw. ihrer Wirkung
- danach, ob sie grenzüberschreitend bzw. auf globale Allmendegüter Wirkung haben (zu letzteren zählen der globalen Wasserhaushalt, die Weltmeere, die Antarktis oder die Atmosphäre)
- nach der Schnelligkeit, mit der sie wirksam werden, und der Dauerhaftigkeit ihrer Wirkung.

Ob eine Geoengineering-Technik lediglich regional oder grenzüberschreitend wirksam ist, ist entscheidend für ihre politische und völkerrechtliche Bewertung.
Generell sind Maßnahmen des Strahlungsmanagement viel schneller wirksam als CDR-Maßnahmen, aber auch weniger dauerhaft. Werden sie unterbrochen, droht der sogenannte Terminationseffekt oder Terminationsschock: rapide Klimaänderungen, die um ein Vielfaches schneller verlaufen würden als der jetzige – nach geologischen Maßstäben – ohnehin schon sehr schnell verlaufenden Klimawandel.

### Abgrenzung zu Klimaschutz und -anpassung
Die Grenzen zwischen Geoengineering, Klimaschutz und -anpassung sind unscharf. Der Weltklimarat IPCC fasst unter den Begriff Klimaschutz solche Maßnahmen, die den Ausstoß von Treibhausgasen reduzieren oder die Aufnahmefähigkeit von Kohlenstoffsenken verbessern. Unter dieses Verständnis fallen viele Formen des Carbon Dioxide Removal: CO2-Abscheidung und -Speicherung etwa verringert Emissionen, Aufforstungen können die Biosphäre als Kohlenstoffsenke erweitern. Zur Klimaanpassung zählen, laut Weltklimarat, Maßnahmen, die die Verwundbarkeit natürlicher und menschlicher Systeme gegen die Folgen des Klimawandels verringern. Maßnahmen des Strahlungsmanagements wie das Weißen von Dächern, die vor allem kleinräumige Klimaänderungen wie ein kühleres Stadtklima bewirken, sind demzufolge Klimaanpassungsmaßnahmen, werden aber auch manchmal zum Geoengineering gezählt.

## Solar Radiation Management
Methoden des Strahlungsmanagements (SRM) bezwecken eine höhere Reflexion der einfallenden Sonnenstrahlung bzw. eine verringerte Absorption am Erdboden.
Sie lassen sich nach dem Ort bzw. der Höhe (Erdoberfläche, Troposphäre, Stratosphäre, Weltall) des vorgeschlagenen Eingriffs unterscheiden. Die Diskussion um SRM-Maßnahmen konzentriert sich auf das Aufhellen von Wolken und das Einbringen von Aerosolen in die Stratosphäre. Methoden an der Erdoberfläche gelten als zu wenig effektiv, solche im Weltall als technisch zu schwer realisierbar und zu teuer.

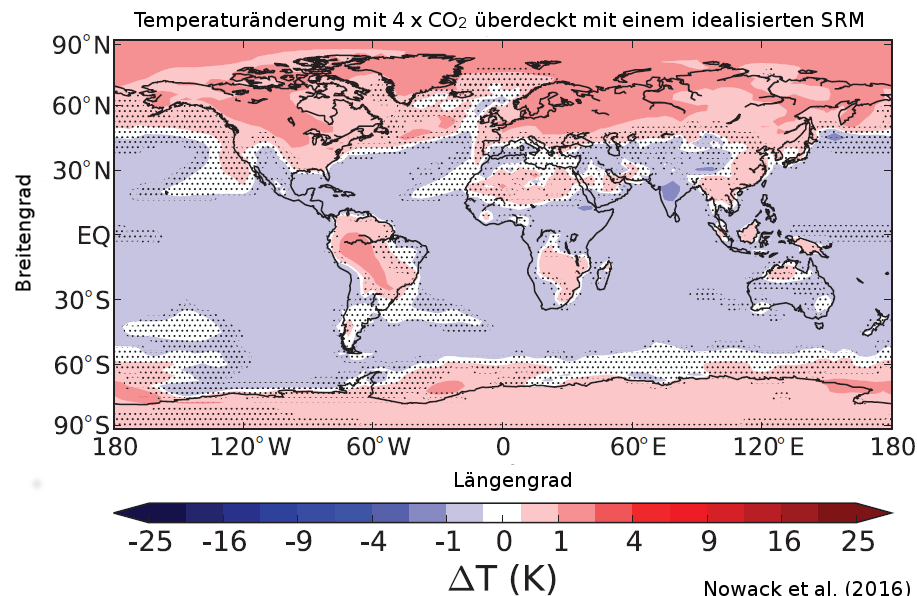
In Modellexperimenten stellt SRM den ursprünglichen Klimazustand nicht wieder her. Hier ein simulierter vierfacher Anstieg der CO_{2}-Konzentrationen, der durch SRM rechnerisch vollständig ausgeglichen wird. Es gibt signifikante Unterschiede gegenüber dem Klimazustand vor der Industrialisierung. Typisch sind relativ kühlere Tropen, wärmere höhere Breiten.

SRM kühlt in erster Näherung die Regionen, in die reflektierte Sonnenstrahlung einfallen würde. Damit hängt seine Wirkung von der Tageszeit und vom Breitengrad ab. Anders die Erwärmung durch Treibhausgase: Sie sind gleichmäßig in der Erdatmosphäre verteilt und halten zu jeder Tageszeit und in jeder Breite die Wärmerückstrahlung der Erdoberfläche zurück. Schon dadurch kann das SRM nicht den Klimazustand herstellen, der vor dem Anstieg der Treibhausgaskonzentrationen herrschte. Um die Wirkung von SRM tatsächlich abschätzen zu können, sind daher Computersimulationen mit Klimamodellen erforderlich. Diese deuten darauf hin, dass SRM den Wasserkreislauf der Erde deutlich ändern würde; Modellexperimente zeigen in mittleren und hohen Breiten eine Verringerung der Niederschläge und in den Tropen eine Erhöhung.
SRM-Methoden begegnen laut Kritikern nicht der Versauerung der Meere und der zusätzlichen Aufnahme von atmosphärischem CO2 in der Biosphäre. Eine verringerte Sonneneinstrahlung, wie sie die meisten Methoden des SRM bezwecken, würde noch zusätzlich das Pflanzenwachstum beeinflussen. Proctor et al. (2018) schätzten anhand der Wirkungen vergangener Vulkaneruptionen, welchen Einfluss die Verringerung und Streuung der auf die Erde gelangenden Sonneneinstrahlung auf die Erträge von Mais, Soja, Reis und Weizen haben würden: Bei einem Eintrag von Schwefelaerosolen entsprechend der Menge, wie sie vom Pinatubo beim Ausbruch 1991 ausgestoßen wurde, würden positive Effekte infolge verringerten Hitzestresses durch die veränderte Sonneneinstrahlung wieder zunichtegemacht werden. Auch in dieser Hinsicht wäre SRM kein zurück zum Status quo ante. Die kühlende Wirkung von SRM würde sehr schnell eintreten, würde aber auch in kurzer Zeit enden, wenn SRM-Maßnahmen nicht fortgeführt würden, da durch SRM kein CO2 aus der Erdatmosphäre entfernt wird.
Stand 2021 gilt Calciumcarbonat als vielversprechendstes Aerosol, während Schwefel für SRM als ungeeignet betrachtet wird. Durch Calciumcarbonat kann nach Ansicht eines beteiligten SRM-Wissenschaftlers die ansteigende Erderwärmung innerhalb von ein paar Jahren um ein Grad gesenkt werden.

### Erhöhung der Oberflächenalbedo
Grundsätzlich bestehen Vorschläge zur Erhöhung der Reflexionsfähigkeit der Erdoberfläche darin, diese „heller“ zu machen. Ihre Grenzen finden sie in der verfügbaren Landoberfläche, denn die Helligkeit von Wasserflächen lässt sich kaum modifizieren. Ihre Effektivität hängt auch stark davon ab, wie viel Sonnenstrahlung den Ort der Maßnahme erreicht, was wiederum von der mittleren Wolkenbedeckung und dem Breitengrad abhängt.
Vorgeschlagene Maßnahmen sind: das Weißen von Dach- und Siedlungsflächen, der Anbau hellerer Gräser und Feldfrüchte, Direktsaat (das nicht abgeerntete, helle Pflanzenmaterial bedeckt den dunkleren Boden) oder das Bedecken großer Wüstenflächen mit reflektierendem Material. Kostenschätzungen für einen global wirksamen Einsatz dieser Maßnahmen reichen in die hunderte Milliarden bis Billionen US$ pro Jahr.
Begrenzte Erhöhungen der Oberflächenalbedo könnten regional die Erwärmung um bis zu 2–3 °C verringern. Solche Maßnahmen eines „regionalen Land-Strahlungsmanagements“ könnten in besonders verwundbaren Gebieten sinnvoll sein. Damit ließen sich zum Beispiel Temperaturextrema in dicht besiedelten Regionen oder wichtigen Anbaugebieten verringern. Die Nebeneffekte wären in diesen Szenarien begrenzt, Simulationen deuten aber für Indien, China und Südostasien auf das Risiko verringerter Niederschläge.

### Erhöhung der Wolkenalbedo
Es gibt eine Reihe von Untersuchungen zur Erhöhung des Reflexionsvermögens niedriger Wolken über Teilen der Ozeane. Dies kann mit kleineren und langlebigeren Wolkentröpfchen erreicht werden. Eine Möglichkeit, die Wolkenbildung dementsprechend zu beeinflussen, sind Flugzeuge, Schiffe oder andere speziell für diesen Zweck entworfene Wasserfahrzeuge, die Meerwasser oder Meersalz in Form feiner Partikel in die Luft sprühen. Der Ingenieur Stephen Salter schlug vor, dass eine Flotte von windbetriebenen Glasfaserbooten mit Unterwasserturbinen Sprühwasser erzeugen könne.

### Stratosphärische Aerosole

#### Calciumcarbonat
2018 wurde von der Harvard University mit der Planung zum Experiment SCoPEx begonnen, bei dem ein paar Kilogramm Calciumcarbonat-Partikel in 20 km Höhe (Stratosphäre) freigesetzt werden sollen. Im Jahr 2021 sollten im Luftraum über Schweden mittels einer Ballonfahrt Partikel ausgebracht werden. Die Fahrt wurde jedoch abgesagt; ein Ethikrat, der das Experiment begleitet, hatte empfohlen, zunächst die gesellschaftliche Diskussion zu suchen.
Laut Aussage eines am Projekt beteiligten Atmosphärenchemikers beliefe sich der Kostenpunkt, Kalk überall in der Stratosphäre zu verteilen, auf 20 Milliarden Euro jährlich. Hinzu kommen Kosten für Observationssysteme und die Behandlung etwaiger Nebenwirkungen.

#### Aluminiumoxid
Am 7. September 2010 veröffentlichte David W. Keith den Vorschlag, aus Aluminium, Aluminiumoxid und Bariumtitanat bestehende Nanopartikel in der Stratosphäre auszubringen, um Sonnenlicht zu reflektieren.
Die 10 Mikrometer breiten und 50 Nanometer dicken Scheiben sollen in einer Höhe von 40 bis 50 km, knapp über der Stratosphäre, durch Nutzung des photophoretischen Effektes, dauerhaft schweben. Während die Bariumtitanatseite der Erde zugewandt sein soll, sollte die aus Aluminium/Aluminiumoxid bestehende Seite der Sonne zugewandt sein. Das auftreffende Sonnenlicht würde größtenteils reflektiert werden, was den Albedoeffekt erhöht und somit zur Kühlung der Erde beitragen könnte. (Der Effekt der Photophorese kann auch bei der Lichtmühle beobachtet werden, deren Rad sich bei Lichteinfall dreht.)
Durch die Sonneneinstrahlung werden die Nanopartikel erwärmt. Da Bariumtitanat Wärme und Energie leichter abgibt als Aluminium, wäre der – durch den photophoretischen Effekt entstehende – Druck auf die Unterseite größer als der Druck in Richtung Erde. Dieser Drucküberschuss würde die Scheiben in einem Schwebezustand, idealerweise in der Mesosphäre, halten. Wird die Bariumtitanatschicht elektrisch aufgeladen, würde das natürliche elektrische Feld der Atmosphäre die Scheiben waagerecht halten und ein Kippen verhindern. Nachts würden die Partikel zwar (aufgrund der fehlenden Sonneneinstrahlung) langsam zur Erde sinken, aber tagsüber durch den beschriebenen Effekt wieder steigen.
Keith schlug folgende Zusammensetzung der Nanopartikel vor:
- Oberste Schicht bestehend aus Aluminiumoxid (schützt die mittlere Aluminiumschicht)
- Mittlere Schicht aus Aluminium (reflektiert das Sonnenlicht)
- Untere Schicht aus Bariumtitanat (für elektrische Aufladung und Photophorese)

Diese Methode des SRM hätte im Gegensatz zu den Schwefeldioxidmodellen geringere unerwünschte Effekte auf die Ozonschicht, da die Scheiben oberhalb dieser schweben würden. Die Nanopartikel hätten auch eine längere Lebensdauer in der Stratosphäre. Um in einer Testphase negative gesundheitliche Auswirkungen zu verringern (Aluminium und Bariumtitanat sind gesundheitsschädlich) sollten die Nanopartikel idealerweise so hergestellt werden, dass sie in dem Zeitraum eine begrenzte Lebensdauer haben. Sie könnten beispielsweise so hergestellt werden, dass sie durch UV-Strahlung und Sauerstoffradikale zersetzt werden würden.

#### Bismutiodid
Es wird zurzeit (2017) überlegt, ob man durch Einbringung von Bismut(III)-iodid in die Atmosphäre die Erderwärmung verlangsamen kann. David Mitchell von der University of Nevada schlägt vor, jährlich 160 t (Kosten: ca. 6 Millionen US-Dollar) hierfür zu verwenden.

#### Schwefeldioxid
Ein prominenter Ansatz lautete, Schwefeldioxid in die Stratosphäre zu befördern, das dort zu Sulfaten oxidiert. An diese Sulfate lagert sich Wasser, so dass Schwefelaerosole entstehen, welche Sonnenstrahlen ins All reflektieren und damit die Erwärmung der Erde abschwächen. Die Idee basiert auf Erfahrungen mit Vulkanausbrüchen. So führte der Ausbruch des Pinatubo 1991 zu einem globalen Temperaturabfall von 0,5 °C. Der Ausbruch des Toba vor etwa 75.000 Jahren führte zu einem vulkanischen Winter, der mit geschätzten 3–5 °C, anderen Modellrechnungen zufolge sogar 8–17 °C Abkühlung einherging. Die Lebensdauer dieser Aerosole in der Stratosphäre beträgt etwa ein Jahr.
Die Idee stammt ursprünglich von dem russischen Klimatologen Michail Budyko, der sie bereits Mitte der 1970er Jahre veröffentlichte. Der Atmosphärenwissenschaftler Ken Caldeira und die Physiker Lowell Wood und Nathan Myhrvold von der Firma Intellectual Ventures entwickelten den Ansatz, Schwefeldioxid mit Hilfe eines etwa 25 km langen und wenige Dezimeter durchmessenden Schlauchs in die Stratosphäre zu pumpen. Heliumballons würden den Schlauch und mehrere daran befestigte Pumpen tragen. Das am Ende des Schlauchs austretende farblose Flüssiggas würde sich durch Stratosphärenwinde innerhalb von etwa 10 Tagen um die Erde legen. Das Schwefeldioxid könnte als Abfallprodukt aus dem Ölsandbergbau in Kanada stammen. Die notwendige Menge an Schwefel entspricht laut den Entwicklern etwa 1 % der weltweiten Schwefelemissionen. Eine auf dem gleichen physikalischen Mechanismus basierende Idee von Intellectual Ventures ist, die Schornsteine mehrerer schwefelemittierender Fabriken mit Hilfe von Heißluftballons und Luftschiffen in die Stratosphäre zu verlängern.
Mehrere namhafte Wissenschaftler, so der Chemienobelpreisträger Paul Crutzen und der Präsident der NAS, Ralph J. Cicerone, befürworteten die ähnliche Überlegung, mit Schwefel beladene Heißluftballons in die Stratosphäre aufsteigen zu lassen, um sie dort zu verbrennen. Diese Methode würde laut Crutzen jährlich lediglich 25 bis 50 Milliarden US$ kosten, wird aber von einigen Wissenschaftlern aufgrund möglicher unvorhersehbarer Effekte und der Notwendigkeit eines dauerhaften Schwefeltransports kritisiert.
So ist die notwendige Menge an Schwefelaerosolen schwer zu bestimmen, weil – wenn bereits Kondensationskeime in der Stratosphäre vorhanden sind – sich das Sulfat eher an diese anlagern könnte, statt neue zu bilden. Schwefelaerosole schädigen außerdem die Ozonschicht. Zudem erhielte man durch diese Geoengineering-Variante nicht das Ausgangsklima zurück, sondern ein sich davon gerade regional unterscheidendes Klima, da sich eine Begrenzung der Sonneneinstrahlung durch Schwefelpartikel physikalisch ganz anders auswirkt als eine Begrenzung des Treibhauseffektes durch Klimaschutz. Selbst im Fall, dass mit dieser Methode die Klimaerwärmung im weltweiten Durchschnitt gestoppt würde, gäbe es Regionen, die sich schneller erwärmen würde als ohne Schwefelinjektionen, während sich andere Regionen überproportional abkühlen würden. So wird z. B. befürchtet, dass die Anreicherung der Atmosphäre mit Schwefel zu einer schnelleren Erwärmung des südlichen Polarmeers führen könnte, die über die Destabilisierung des westantarktischen Eisschildes wiederum den Anstieg der Meeresspiegel beschleunigen könnte. Weitere Probleme sind die Bildung von Saurem Regen durch die Schwefeldioxidfreisetzung sowie der Umstand, dass die Versauerung der Meere durch weiteren Kohlenstoffdioxideintrag fortgesetzt und damit die Ökosysteme der Weltmeere weiter geschädigt würden. Auch könnten regionale Klimaveränderungen wie Veränderungen im Wasserkreislauf nicht unterbunden werden. So ist zum Beispiel mit einer Verringerung von Regenfällen über den Kontinenten zu rechnen, die zu einer stärkeren Austrocknung der Landmassen führen würde. Dadurch besteht die Gefahr, dass mit dem Ausbringen von Schwefel in der Stratosphäre schwerere Dürreperioden auftreten würden als ohne diese Maßnahme.

### Weltraumbasierte Ansätze
1923 beschreibt Hermann Oberth erstmals in seinem Buch Die Rakete zu den Planetenräumen seine im Durchmesser 100 bis 300 km großen Weltraumspiegel, die aus einem Gitternetzwerk einzeln verstellbarer Facetten bestehen sollen und vom Erdorbit aus gezielt regional Unwetterkatastrophen verhindern sollen. Es folgten von ihm weitere Veröffentlichungen, in denen er den bis dahin erreichten technischen Fortschritt berücksichtigte: Wege zur Raumschiffahrt (1929), Menschen im Weltraum. Neue Projekte für Raketen- und Raumfahrt (1954) und Der Weltraumspiegel (1978). Weltraumspiegel im Orbit um die Erde, wie sie von dem Physiker und Raumfahrtpionier Hermann Oberth vorgeschlagen worden sind, sollen Sonnenlicht auf einzelne Regionen der Erdoberfläche konzentrieren, d. h. die Einstrahlung verstärken, oder in den Weltraum ablenken. Es geht also nicht um die Abschwächung der Sonneneinstrahlung auf der gesamten beschienenen Erdoberfläche, wie dies bei der Errichtung einer Weltraum-Sonnenschutzfläche am Lagrange-Punkt zwischen Sonne und Erde der Fall wäre. Diese riesigen Spiegel im Orbit – auf dem Mond aus Mondmineralien hergestellt – könnten nach Vorstellung von Oberth genutzt werden, um einzelne Städte zu beleuchten, als Mittel zum Schutz vor Naturkatastrophen, zur Kontrolle von Wetter und Klima, um zusätzlichen Lebensraum für Milliarden Menschen zu schaffen, schrieb Hermann Oberth. Dass man mit diesen Raumspiegeln die Bahnen der barometrischen Hoch- und Tiefdruckgebiete beeinflussen könnte, schien Hermann Oberth am wichtigsten zu sein. „Wenn die Klimakipp-Punkte überschritten werden sollten und diese Weltraumspiegel die Ultima Ratio der Menschheit sein würden, dann ist deren Verwirklichung trotzdem schwer vorstellbar.“
Es gibt verschiedene Vorschläge, Objekte am Lagrange-Punkt L1 zwischen Erde und Sonne zu positionieren, die mit der Erde um die Sonne kreisen, die Sonnenstrahlung vermindern und die Erde so kühlen sollen:
- James T. Early schlug 1989 vor, eine Art dünnen Schutzschild aus vom Mond gewonnenen Material einzurichten,[52]
- Der Pentagon-Physiker Lowell Wood skizzierte den Gedanken, weltraumtaugliche kleine Sonnensegel zu installieren, um die Erde zu beschatten.[53][54]
- Roger Angel von der University of Arizona brachte die Idee ein, eine Wolke aus ca. 20 Mio. t (entspricht etwa 15 Billionen Stück) kleiner transparenter, je mit einer Kontrolleinheit zur Ausrichtung versehener Scheiben zu positionieren.[55]
- Tharshan Maheswaran und Sebastian Fix von der Universität Stuttgart, Institut Raumfahrtsysteme beschreiben 2021 eine Roadmap für Entwicklung, Bau und Transport eines internationalen planetarischen Sonnenschilds (IPSS) am Lagrange-Punkt 1, der gleichzeitig eine Photovoltaik-Anlage sein könnte. Auch hier wird, wie bei Hermann Oberth, von einer Herstellung auf dem Mond, der Benutzung einer elektromagnetischen Mondschleuder (Lunar Coilgun) und vom Transport der Bauteile vom Mond zum Lagrange-Punkt 1 zwischen Erde und Sonne mittels elektrischer Raumschiffe (alternativ mit Sonnensegeln) ausgegangen. Die Autoren verweisen auf die vielen internationalen Aktivitäten und die Chance den Sonnenschild bis 2060 in Betrieb zu nehmen.[56]

„Solar Geoengineering lässt sich gut mit Schmerzmitteln vergleichen: Sie sind Fremdsubstanzen im Körper, die man nimmt, wenn der Leidensdruck groß genug ist. Sie bekämpfen nur die Symptome, nie die Ursachen. Und sie haben Nebenwirkungen. Man kann sich vergiften und davon abhängig werden. Es ist aber gefährlich, den Schmerz wegzunehmen, weil man ihn dann nicht mehr merkt und sich nicht mehr um das eigentliche Problem kümmert. Beim Geoengineering ist es genauso.“

## Carbon Dioxide Removal
Soweit es sich um Emissionsminderungsverfahren wie CO2-Abscheidung und -Speicherung oder technische Verfahren wie Direct Air Carbon Capture and Storage handelt, ist damit noch kein Geoengineering im engeren Sinne verbunden, da keine planetaren, biologischen bzw. geochemischen Prozesse verändert werden.
Carbon Dioxide Removal (CDR), auch Kohlendioxidentnahme, ist das gezielte Entfernen von CO2 aus der Atmosphäre und seine Einlagerung in andere Kohlenstoffreservoirs. Einen durch CDR bewirkten Fluss atmosphärischen Kohlenstoffs in permanente Kohlenstoffsenken bezeichnet man auch als negative Emissionen, die entsprechenden CDR-Technologien nennt man englisch auch negative emissions technologies (NET). 82 % aller Szenarien des Sonderberichts 1,5 °C globale Erwärmung zur Einhaltung des Zwei-Grad-Ziels machen negative Emissionen und damit den großtechnischen Einsatz von CDR erforderlich. Ohne CDR wird es wahrscheinlich nicht gelingen, unter der 1,5-Grad-Grenze zu bleiben. In diesen Szenarien beginnt der CDR-Einsatz im Median ab 2021 und erreicht 14,1 Gt CO2/Jahr im Jahr 2050.
Es gibt Vorschläge zu biologischen, chemischen und physikalischen Verfahren, wie das CO2 aus der Atmosphäre entfernt werden könnte. Die bislang vorgeschlagenen Verfahren sind langsam, sie bedürften eines großtechnischen Einsatzes von wahrscheinlich mehr als einhundert Jahren, um atmosphärische CO2-Konzentrationen signifikant zu reduzieren.
Je nach CDR-Technologie dienen verschiedene Reservoirs als Speicher des aus der Atmosphäre entfernten Kohlenstoffs. Reservoirs unterscheiden sich in ihrer Speicherkapazität und der Dauer, mit der sie Kohlenstoff speichern. Reservoirs, in denen Kohlenstoff mindestens über zehntausende Jahre eingeschlossen ist, bezeichnet man als permanent. Das Speichern von Kohlenstoff in nicht-permanenten Reservoirs wirkt eher verzögernd als verhindernd auf die Erderwärmung. Geologische Reservoirs könnten den Kohlenstoff permanent speichern, während land- oder ozeanbasierte Reservoirs nicht als permanent gelten. Besonders bei landbasierten Reservoirs (Böden, Biosphäre) besteht zudem das Risiko, dass bei einem weiteren Klimawandel CO2 wieder schneller freigesetzt wird. Geologische und ozeanische Reservoirs könnten mehrere tausend Gigatonnen (Gt) Kohlenstoff aufnehmen, landbasierte grob 200 Gt. Zum Vergleich: Die energiebedingten CO2-Emissionen – also ohne Zementproduktion, Landnutzungsänderungen und ohne andere Treibhausgase – betrugen 2017 etwa 32,5 Gt, das entspricht ungefähr 8,9 Gt Kohlenstoff.
Gegenwärtig nehmen die Meere und die Biosphäre etwa die Hälfte der menschlichen CO2-Emissionen rasch wieder aus der Atmosphäre auf. Dadurch dämpfen sie einerseits den Anstieg der atmosphärischen CO2-Konzentrationen, andererseits kommt es zur Versauerung der Meere und zu Wirkungen auf das Pflanzenwachstum. Carbon Dioxide Removal wirkt, anders als das Solar Radiation Management, auch diesen beiden Effekten entgegen: Bei einer Abnahme der CO2-Konzentration würden Meere und Biosphäre einen Teil des gespeicherten CO2 wieder in die Atmosphäre abgeben. Wegen dieses Rebound-Effektes muss mit CDR aber für eine gewünschte CO2-Reduzierung in der Atmosphäre in etwa das Doppelte an CO2 entfernt werden.

### Vermehrte Produktion von Biomasse und Einlagerung an Land
Hierbei handelt es sich um biologische Verfahren, die die Produktion von Biomasse erhöhen sollen und den so gebundenen Kohlenstoff in die Biosphäre oder Böden einlagern. Um den Kohlenstoff für längere Zeit zu binden, muss er, zum Beispiel in Form von Holz, dem Kohlenstoffkreislauf entzogen werden.
Zu den Verfahren zählen eine veränderte Bodenbearbeitung in der Landwirtschaft, Bioenergie mit CO2-Abscheidung und -Speicherung (BECCS), Aufforstung oder die Wiedervernässung von Mooren.
Es gibt eine Reihe von limitierenden Faktoren für diese Verfahren: begrenzte Agrarflächen, knappe Nährstoffe oder die Verfügbarkeit von Wasser. Der großskalige Einsatz von BECCS in eigens dafür betriebenen Plantagen würde sehr wahrscheinlich das Erdsystem bei der Süßwassernutzung näher an seine Belastbarkeitsgrenze bringen, im Hinblick auf Landnutzungsänderungen, Integrität der Biosphäre und biogeochemischen Kreisläufen würden die planetaren Grenzen noch weiter als schon jetzt überschritten werden.
Viele Modellrechnungen, die darlegen, wie die Erderwärmung auf unter 2 °C begrenzt werden kann, gehen generell von der Verfügbarkeit von BECCS-Technologien in der zweiten Hälfte dieses Jahrhunderts aus. Der Flächenverbrauch für den Anbau von Biomasse beträgt in typischen Szenarien etwa die 1,2-fache Fläche Indiens, weshalb der zukünftige Einsatz von BECCS – zumindest in diesem großtechnischen Maßstab – hochspekulativ ist.

### Vermehrte Produktion von Biomasse und Einlagerung in den Ozeanen
Diese biologischen Verfahren sollen die Biomasseproduktion in den Ozeanen anregen. Das Wachstum von Phytoplankton wird angeregt, ein Teil des so gebundenen Kohlenstoff wird mit dem abgestorbenen Plankton in die Tiefsee transportiert.
Der Geochemiker James Lovelock schlug vor, die oberen Ozeanschichten aufzuwirbeln. Dadurch gelangten Nährstoffe an die Meeresoberfläche und das Algenwachstum werde stimuliert. Die Algen wiederum nähmen Kohlendioxid aus der Atmosphäre auf und würden so den Treibhauseffekt reduzieren. Auch mit Hilfe von Meeresdüngung könnte das Algenwachstum angeregt werden; absterbende Algen sinken zum Meeresboden und entziehen damit das gebundene CO2 dem Meer und damit indirekt auch der Atmosphäre. Versuche des Alfred-Wegener-Instituts in den Jahren 2000 (Experiment EisenEx) und im Frühjahr 2009 (Experiment LOHAFEX) haben allerdings ergeben, dass der Effekt nur sehr gering ist, da die Algen vor dem Absinken fast vollständig von tierischen Organismen gefressen werden, die das CO2 dann wieder ausatmen.
Diese Experimente bergen das Risiko unerwünschter Nebeneffekte auf die Meeresfauna. Darüber hinaus könnten sie gegen das auf der 9. Vertragsstaatenkonferenz der Biodiversitätskonvention beschlossene Moratorium zur Ozeandüngung verstoßen. Auf die in dieser Stellungnahme erwähnte Gefahr der Erzeugung großer sauerstoffarmer Meeresregionen wurde jedoch bereits Anfang der 1990er Jahre hingewiesen.

### Beschleunigte Verwitterung
Bei der Verwitterung von Silikat- und Karbonat-Gesteinen wird Kohlenstoff gebunden. Diese Prozesse verlaufen extrem langsam. Es gibt Vorschläge, den Verwitterungsprozess an Land zu beschleunigen, indem zum Beispiel künstlich erzeugtes Gesteinsmehl aus Silikatmineralen weiträumig ausgebracht wird oder unter Nutzung der Alkalinität bei der Elektrolyse für die Wasserstoffherstellung.
Von den Ozeanen aufgenommenes CO2 reagiert – über sehr lange Zeiträume – mit Karbonatsedimenten am Meeresboden. Durch eine künstliche Einbringung von Silicaten oder Karbonaten (Kalkung) in die Meere könnte dieser Prozess verstärkt werden. Auch bei der künstlichen Alkalisierung von Ozeanen (Artificial Ocean Alkalinization) ist mit einem Terminationseffekt zu rechnen. Das plötzliche Ende eines derartigen Großprojektes würde, Simulationsrechnungen zufolge, regional eine rapide Erwärmung und Versauerung hervorrufen, die noch deutlich schneller abliefe als durch globale Erwärmung verursacht.

### Sonstige CDR-Methoden
Überlegungen des Direct Air Capture bestehen darin, CO2 mit chemischen Prozessen direkt der Umgebungsluft zu entnehmen. Die Entnahme würde über die Absorption mit Feststoffen, mit hochalkalischen Lösungen oder mit alkalischen Lösungen unter Einsatz eines Katalysators erfolgen. Dieses CO2 würde in geologischen oder ozeanischen Reservoirs gelagert werden.
Die Leistungsfähigkeit dieser Verfahren ist durch die geringe Konzentration von CO2 in der Luft begrenzt. Wegen der höheren Konzentration gilt die CO2-Abscheidung und -Speicherung direkt an der Emissionsquelle als vielversprechender.
Eine weitere Idee, die verschiedene Ansätze kombiniert, wird als ISA-Verfahren bezeichnet. Es wird beschrieben als naturidentische Methode (siehe Lössstaub während Kaltzeiten) zur Klimakühlung über die Einbringung von Schwebstaubpartikeln in die Troposphäre, welche aus Eisenoxid oder wahlweise Eisenchlorid bestehen. Dadurch sollen in der Lufthülle der Erde der Abbau von klimawirksamen Stoffen – Methan, Ruß, Ozon und flüchtige organische Verbindungen – sowie eine Zunahme der Wolkendeckenreflektion bewirkt werden. Der Niederschlag des Mineralstaubs soll, so die Vorstellung, die Biomasseproduktion und Einlagerung an Land und in den Meeren beschleunigen. Für den Transport der Partikel in die Atmosphäre können etablierte Klimagas-Emittenten (primär Flugzeuge, aber auch Kraftwerke und Schiffe) genutzt werden. Dabei werden den Verbrennungsprozessen eisenhaltige Treibstoffadditive mit minimalem Aufwand technisch zugeführt.

## Sonstige Vorschläge

### Zirruswolken
Hohe Zirruswolken haben eine erwärmende Wirkung auf das Klima. Das Einbringen bestimmter Eiskristalle als Wolken-Kondensationskeime durch Flugzeuge könnte ihre Eigenschaften derart ändern, dass durch sie mehr der langwelligen Wärmestrahlung die Atmosphäre verlässt.

### Schutz der Kryosphäre
Die Erwärmung der Arktis lief 1979–2021 fast viermal schneller ab als im globalen Durchschnitt (→ polare Verstärkung). Zu den Folgen zählen der Anstieg des Meeresspiegels durch das Schmelzen arktischer Gletscher, steigende Treibhausgaskonzentrationen durch das Tauen von Permafrostböden oder Änderungen ozeanischer und atmosphärischer Zirkulationssysteme. Viele der befürchteten Kippelemente im Erdklimasystem befinden sich in der Arktis, darunter einzelne, die schon bei einer globalen Erwärmung von weniger als 2° C ausgelöst werden könnten. Daher besteht besonderes Interesse, wie diesen Risiken regional entgegengewirkt werden kann. Eine erste Auswertung von 61 Ideen ergab, dass landbasierte Maßnahmen eher praktikabel sind als Maßnahmen, die am Meer oder Eis ansetzen. Für die meisten Ansätze ist jedoch viel mehr Forschung vonnöten.
Es gibt beispielsweise verschiedene Vorschläge, das Abschmelzen polarer Meergletscher und so den Meeresspiegelanstieg zu verlangsamen:
- Barrieren im Meerwasser vor Gletscherzungen könnten die Tauwirkung durch zirkulierendes Wasser reduzieren.
- Künstliche Inseln am Ende der Gletscherzunge könnten den Abfluss des Eises verlangsamen. Diese Idee gilt jedoch als sehr schwer und teuer zu realisieren.[76]
- Pumpstationen auf dem Eis hinter der Aufsetzlinie des Gletschers könnten Wasser, das am Grund des Gletschers den Fluss des Eises beschleunigt, abpumpen oder gefrieren lassen. Auch dieser Ansatz hat wahrscheinlich kein gutes Kosten-Nutzen-Verhältnis.[76]

Bei diesen Vorschlägen handelt es sich nicht um ein globales Climate-Engineering, sondern darum, schwerwiegenden Folgen der Erwärmung zu begegnen, um Zeit zu gewinnen.

## Gefahren
Der Klimawissenschaftler Alan Robock hat im Jahr 2008 eine aus 20 Punkten bestehende Liste möglicher Gefahren beim Einsatz von Geoengineering zusammengestellt und veröffentlicht. Er stellt abschließend fest, dass mindestens 13 der 20 Punkte Nebenwirkungen und Gefahren für Klimasystem und Umwelt darstellen.
- Regionale Temperaturveränderungen
- Veränderungen der Niederschlagsmuster
- Schädigung der Ozonschicht (bei Aerosol-Geoengineering)
- Keine Reduktion des CO2-Gehalts der Atmosphäre (bei SRM-Methoden)
- Keine Verhinderung der Versauerung der Meere
- Negative Auswirkungen auf Flora und Fauna
- Verstärkung des sauren Regens (bei Ausbringung von Schwefeldioxid)
- Auswirkungen auf die natürliche (Zirrus-)Bewölkung
- Ausbleichung des Himmels
- Geringere Leistungsausbeute für Solaranlagen
- Starker Temperaturanstieg, wenn Projekt gestoppt werden muss
- Menschliches oder technisches Versagen
- Unbekannte, unvorhersehbare Auswirkungen
- Negative Auswirkung auf die Bereitschaft zur CO2-Reduktion
- Missbrauch zu militärischen Zwecken
- Gefahr bei kommerzieller Kontrolle der Techniken
- Widerspruch zur ENMOD-Konvention
- Möglicherweise extrem hohe Kosten (Ausnahme: Aerosol-Geoengineering)
- Notwendigkeit einer übernationalen Kontrolle
- Kein Rahmenwerk zur Entscheidungsfindung vorhanden
- Unvereinbare Interessenskonflikte einzelner Staaten (Wer bestimmt die globale Temperatur?)
- Erhebliches Konfliktpotential (politisch, ethisch, moralisch)

Besondere Gefahren entstehen, sollten Geoengineering-Maßnahmen zur Kühlung der Erde abrupt unterbrochen werden. In diesem Fall kann es zu einer extremen Erhöhung der globalen Durchschnittstemperatur um 2 bis 4 °C pro Dekade kommen, also einer Erwärmung mit einer 20-fachen Rate im Vergleich zur jetzigen.
Soweit etwa Maßnahmen des Strahlungsmanagements (SRM) in einer Entfernung von mehr als 120 km zur Erde und damit im Weltraum stattfinden, wäre im Schadensfall grundsätzlich das Weltraumhaftungsrecht anwendbar. Aber ein Ersatz von Umweltschäden ist insbesondere im Weltraumhaftungsübereinkommen (WHÜ) bislang nicht vorgesehen, ebenso wenig Schäden in staatsfreien Räumen wie der Antarktis.

## Geoengineering in der Diskussion
Noch in den 1960er Jahren wurde Geoengineering teilweise euphorisch als Möglichkeit für „segensreiche Veränderungen“ betrachtet. U. a. wurden folgende „großartige Projekte“ vorgeschlagen:
- Schwärzung des arktischen Eises mit Hilfe von Kohlenstoff (der geringere Strahlungsverlust sollte das Ödland des hohen Nordens bewohnbar machen)
- Aufbringung einer dünnen Schicht von 1-Hexadecanol auf den Ozeanen (die geringere Verdunstung sollte tropische Stürme abschwächen, wenn auch um den Preis einer Erwärmung des Meerwassers)
- Zündung von zehn „sauberen“ Wasserstoffbomben von je zehn Megatonnen unter dem Eismeer (der aufsteigende Dampf der Explosionswolke sollte in der oberen Atmosphäre gefrieren und so die Wärmeabstrahlung reduzieren; erhoffter Effekt: „Dadurch könnte die allgemeine Luftzirkulation auf der Erde verändert und das Klima in weiten Bereichen der Erde vielleicht verbessert werden“)
- Bau eines Deiches in der Beringstraße sowie von Kernkraftwerken, um kaltes Wasser in den Pazifik zu pumpen (erhoffter Effekt: „Warmes Wasser aus dem Atlantik würde dem kalten Wasser nachströmen und so das Wetter in der Arktis verbessern“)

Heute stößt Geoengineering in der Öffentlichkeit, vor allem in Europa, auf große Skepsis. Eine weitverbreitete Ansicht ist, dass Geoengineering Anstrengungen untergraben würde, sich auf die Ursache des Problems der Treibhausgasemissionen zu konzentrieren. Die meisten Wissenschaftler glauben zudem, dass unbekannte Risiken eine Gefahr darstellen. Zudem gibt es ethische Vorbehalte. Andererseits – so ein Argument der Geoengineering-Befürworter – könnten Notsituationen eintreten, die es notwendig erscheinen lassen, Ultima-Ratio-Optionen zu erforschen um sie gegebenenfalls zur Verfügung zu haben („Arming the Future“).
Laut der Royal Society ist Geoengineering keine Alternative zu Emissionsreduktionen, die die höchste Priorität einnehmen sollten. Da diese Reduktionen sich jedoch als schwierig herausstellen, könnten einige Ansätze des Geoengineering helfen. Aufgrund noch großer Unsicherheiten bezüglich der Effektivität, Kosten sowie sozialer und umweltbezogener Auswirkungen sei deutlich mehr Forschung notwendig. Zudem müsse die Öffentlichkeit in die Diskussion einbezogen und ein Regulierungssystem geschaffen werden.
Der Klimaforscher Michael E. Mann sieht Geoengineering kritisch aufgrund der damit einhergehenden Folgen, die unter Umständen noch schwerer als die Folgen der globalen Erwärmung sein könnten. Es könnte zwar möglich sein, dass einmal eine Situation eintrete, die Notmaßnahmen in Form von Geoengineering notwendig machen könnte, um noch schlimmere Auswirkungen des Klimawandels zu verhindern. Jedoch weist er darauf hin, dass Geoengineering heute vor allem von denjenigen in die politische Debatte eingebracht werde, die ein starkes Interesse an der Weiternutzung fossiler Brennstoffe haben, und aus wirtschaftlichen oder weltanschaulichen Gründen Klimaschutzmaßnahmen wie die Reduzierung der Treibhausgasemissionen, den Ausbau der erneuerbaren Energien oder die Einführung eines CO2-Preises ablehnen. So sei Geoengineering gerade für Anhänger eines Freie-Markt-Fundamentalismus gewissermaßen „der logische Ausweg, weil es eine Erweiterung des Glaubens widerspiegelt, dass der freie Markt und die technologische Innovationen jedes von uns geschaffene Problem lösen können, ohne dass es einer Regulierung bedarf.“ Um keine Klimaschutzmaßnahmen einleiten zu müssen, würde stattdessen Geoengineering wie der Heroin-Ersatzstoff Methadon als ein vermeintlich einfaches Heilmittel für den Klimawandel präsentiert. Die Hauptursache für den Klimawandel sei bekannt: der Ausstoß von Kohlendioxid. Die „einfachste und sicherste Lösung“ sei es, „das Problem an der Wurzel zu packen“, nicht auf Geoengineering zu setzen und dabei zu riskieren, dass das „Klimasystem der Erde und das empfindliche, komplexe Netz von Ökosystemen, das es unterstützt“ noch stärker geschädigt wird.
Auch eine von der deutschen Bundesregierung in Auftrag gegebene Studie des Kiel Earth Institute kommt zu dem Schluss, dass der Einsatz von Geoengineering „mit beträchtlichen Nebenwirkungen, deren Ausmaß aber noch weitgehend unbekannt ist“ einhergehen könne. So fände die Erforschung der Nebeneffekte von Geoengineering bisher nur wenig Aufmerksamkeit. Auch habe sich „die sozialwissenschaftliche Forschung […] kaum mit den gesellschaftlichen Aspekten des Einsatzes von Climate Engineering befasst.“ Zudem befände sich die Forschung zu politischen, rechtlichen und ökonomischen Aspekten, die mit Geoengineering einhergehen, noch im Anfangsstadium.
Der deutsche Politikwissenschaftler Elmar Altvater weist darauf hin, dass sich eine solche komplexe Herausforderung nicht mit einer eindimensionalen Herangehensweise lösen lässt, sondern nur holistisch: „…weil Geoengineering genau das bedeutet, was der Name sagt: eine ingenieurmäßige und keine ganzheitliche Herangehensweise.“
Der Wissenschaftliche Beirat der Bundesregierung Globale Umweltveränderungen (WBGU) empfiehlt in seinem Sondergutachten Entwicklung und Gerechtigkeit durch Transformation, keine Maßnahmen zu ergreifen, die auf die Manipulation des globalen Strahlungshaushalts abzielen, und empfiehlt der G20, sich kritisch zu Geoengineering zu positionieren.

## Internationale Zusammenarbeit
Umweltorganisationen drängten im Rahmen der 10. Vertragsstaatenkonferenz der Biodiversitätskonvention auf ein Moratorium für ein Verbot von Geoengineering-Projekten. In Übereinstimmung mit der Entscheidung eines Verbotes von Meeresdüngung (COP 9, IX/16 C) wurde die Entscheidung getroffen, Geoengineering-Aktivitäten solange zu unterlassen, bis eine umfassende wissenschaftliche Basis vorliegt, die sicherstellt, dass derartige Aktivitäten keinen schädigenden Einfluss auf Umwelt und Biodiversität haben können. In kleinem Maßstab angelegte Forschungsstudien wurden jedoch explizit ausgenommen, sofern diese durch die Notwendigkeit der Beschaffung weiterer Forschungserkenntnisse gerechtfertigt werden können, in Übereinstimmung mit Artikel 3 der Konvention stehen und darüber hinaus eine gründliche, vorherige Begutachtung in Bezug auf mögliche Einflüsse auf die Umwelt durchgeführt wurde.
Zum Zweck dieser internationalen Zusammenarbeit und zur Schaffung eines internationalen Regelwerks, das transparente und verantwortliche Geoengineering-Forschung sicherstellen soll, wurde im März 2010 von der Royal Society, der Academy of Sciences for the Developing World (TWAS) und dem Environmental Defense Fund (EDF) die Plattform „Solar Radiation Management Research Governance Initiative“ (SRMGI) gegründet. Unter dem Motto „The global governance of climate engineering“ wurde im August 2009 in Heidelberg eine fächerübergreifende Untersuchung gestartet.
Seit 2014 findet im mehrjährigen Abstand die internationale Climate Engineering Conference (CEC) des IASS Potsdam statt. Man wolle dabei „Forschung, Politik und zivilgesellschaftliche Gemeinschaften zusammenbringen, um die hochkomplexen und miteinander verknüpften ethischen, sozialen und technischen Fragen im Zusammenhang mit Climate Engineering zu diskutieren.“ Die CEC21 fand wegen der anhaltenden COVID-19-Pandemie virtuell statt.

## Fiktion
- Im Film Snowpiercer aus dem Jahr 2013 wurde Geoengineering in Form des Versprühens von Chemikalien in der oberen Atmosphäre praktiziert. Die Folge ist ein Schneeball Erde; eine globale Eiszeit, durch die fast alles Leben ausgestorben ist.
- In Neal Stephensons 2021 erschienenem Science-Fiction-Roman Termination Shock beginnt ein texanischer Milliardär eigenmächtig mit der Ausbringung von Schwefel in die Stratosphäre. Der Name Pina2bo für seine Pilotanlage bezieht sich auf die Effekte des Pinatubo-Ausbruchs 1991.
- Der 2022 erschienene Roman Klima Korrektur Konzern von Uwe Post thematisiert Geoengineering auf optimistische und humorvolle Weise.
- Der 2023 erschienene Thriller °C – Celsius von Autor Marc Elsberg beschreibt die konkrete Umsetzung von Geoengineering am Beispiel „Sonnenschirm“, die zum Klimakrieg führen kann.